# Charles W. Bachman

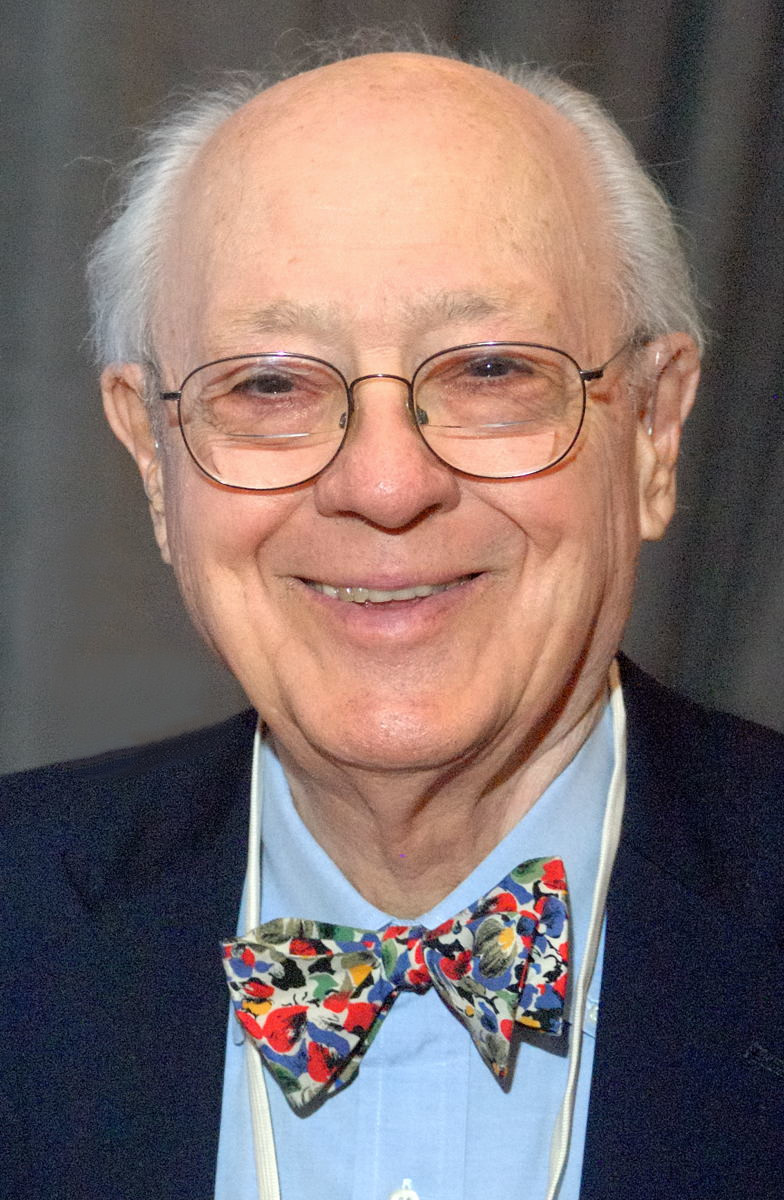
Charles W. Bachman 2012

Charles W. Bachman (Manhattan (Kansas), 11 december 1924 – Lexington, 13 juli 2017) was een vooraanstaand Amerikaans informaticus gespecialiseerd in databases. In 1973 won hij de Turing Award voor "zijn uitmuntende bijdrage aan databasetechnologie".
Bachman was van huis uit geen academicus maar een onderzoeker werkzaam in de industrie. Hij begon in 1950 bij Dow Chemical waar hij opklom tot Data Processing Manager voor hij in 1960 overstapte naar General Electric. Bij GE ontwikkelde hij het Integrated Data Store (IDS), een van de eerste database management systemen. Hij bleef dit systeem jarenlang verbeteren (in de periode 1964–1970), zowel in New York als later in Phoenix in de staat Arizona. Toen Honeywell de computerdivisie van GE overnam, verhuisde hij naar hun faciliteit in Massachusetts, waar hij tien jaar bleef werken (tot 1980). In deze periode ontving hij van de ACM de Turing Award.
In 1980 vertrok hij bij Honeywell Information Systems na een verschil van inzicht over de richting waarin de database-ontwikkeling zich voortbewoog. Hij ging werken bij Cullinane Information Systems (het latere Cullinet) als vicepresident van Informatie Systemen. In 1983 vertrok hij weer, ditmaal om zijn eigen toko op te zetten: Bachman Information Systems. Vanuit dit bedrijf werkte hij drie jaar als consultant voor Cullinane en legde hij zich toe op de ontwikkeling van CASE-tools voor het ontwerpen van informatie systemen en het reverse-engineeren van achterhaalde databasesystemen op mainframes. In samenwerking met IBM ontwikkelde hij de "partnership" en "enterprise" modellen van databasemanagement.
Bachman was zijn gehele loopbaan een voorstander van navigationele databases, een alternatief voor de bekende relationele database systemen ontwikkeld door Ted Codd. Dit verschil van inzicht heeft de twee heren een aantal maal in aanvaring gebracht en heeft ook geresulteerd in een aantal verhitte, publieke debatten tussen de twee.
In 2012 ontving hij van president Barack Obama de National Medal of Technology and Innovation.
Bachman kreeg de ziekte van Parkinson en overleed op 92-jarige leeftijd.
1966: Alan J. Perlis ·
1967: Maurice V. Wilkes ·
1968: Richard Hamming ·
1969: Marvin Minsky ·
1970: J.H. Wilkinson ·
1971: John McCarthy ·
1972: Edsger Dijkstra ·
1973: Charles W. Bachman ·
1974: Donald E. Knuth ·
1975: Allen Newell, Herbert Simon ·
1976: Michael Rabin, Dana S. Scott ·
1977: John Backus ·
1978: Robert W. Floyd ·
1979: Kenneth E. Iverson ·
1980: Tony Hoare ·
1981: Edgar F. (Ted) Codd ·
1982: Stephen A. Cook ·
1983: Ken Thompson, Dennis M. Ritchie ·
1984: Niklaus Wirth ·
1985: Richard M. Karp ·
1986: John Hopcroft, Robert Tarjan ·
1987: John Cocke ·
1988: Ivan Sutherland ·
1989: William Kahan ·
1990: Fernando J. Corbató ·
1991: Robin Milner ·
1992: Butler Lampson ·
1993: Juris Hartmanis, Richard E. Stearns ·
1994: Edward Feigenbaum, Raj Reddy ·
1995: Manuel Blum ·
1996: Amir Pnueli ·
1997: Douglas Engelbart ·
1998: Jim Gray ·
1999: Frederick P. Brooks, Jr. ·
2000: Andrew Chi-Chih Yao ·
2001: Ole-Johan Dahl, Kristen Nygaard ·
2002: Ron Rivest, Adi Shamir, Leonard M. Adleman ·
2003: Alan Kay ·
2004: Vinton G. Cerf, Robert E. Kahn ·
2005: Peter Naur ·
2006: Frances E. Allen ·
2007: Edmund M. Clarke, E. Allen Emerson, Joseph Sifakis ·
2008: Barbara Liskov ·
2009: Charles Thacker ·
2010: Leslie Valiant ·
2011: Judea Pearl ·
2012: Shafi Goldwasser, Silvio Micali ·
2013: Leslie Lamport ·
2014: Michael Stonebraker ·
2015: Martin Hellman, Whitfield Diffie ·
2016: Tim Berners-Lee ·
2017: John L. Hennessy, David Patterson ·
2018: Yoshua Bengio, Geoffrey Hinton, Yann LeCun ·
2019: Patrick M. Hanrahan, Edwin E. Catmull ·
2020: Alfred Aho, Jeffrey Ullman ·
2021: Jack Dongarra ·
2022: Robert Metcalfe ·
2023: Avi Wigderson
1. ↑  Charles Bachman, engineer who devised a better way to manage data, dies at 92. Gearchiveerd op 27 januari 2023.